# Harry Carter
Pour les articles homonymes, voir Harry Carter (typographe) et Carter.
Harry Carter, né en 1923 et vendeur de profession, est un ancien pilote automobile amateur américain de voitures de sport, de Litchfield dans le Connecticut.

## Biographie

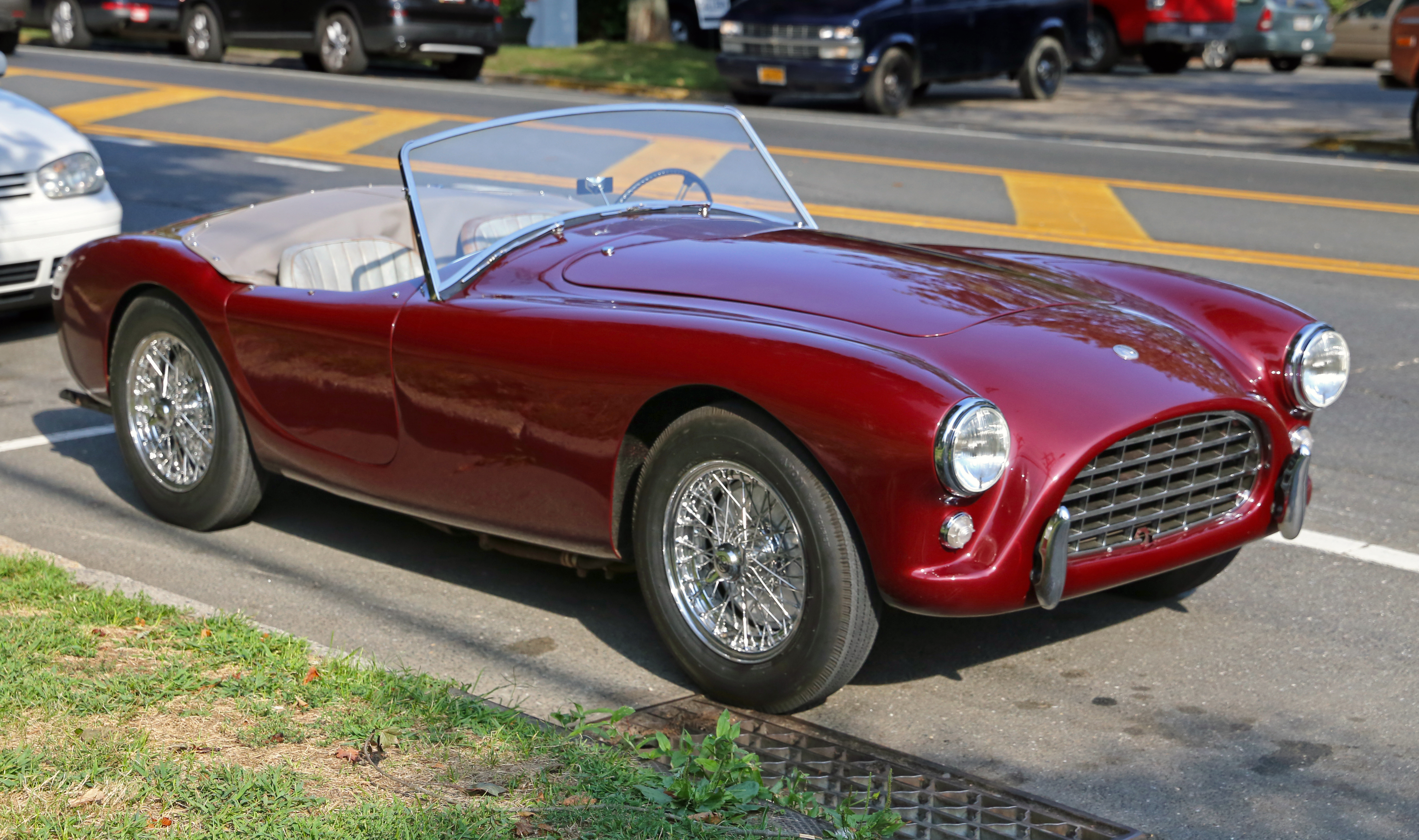
Roadster AC Ace de 1958.

Sa carrière en compétition s'est étalée entre 1954 et 1965.
Il a essentiellement conduit en course sur Jaguar XK140 (jusqu'en 1956), Mercedes-Benz 300 SL (1957), AC Ace (1957 à 1959), et Jaguar XK150 (1958 et 1959), mais il a aussi utilisé quelques Lotus durant les années 1960.
Il s'est imposé en trois reprises dans le Championnat National Sport américain SCCA National Sports Car Championship en classe voitures de Production, pour les saisons 1956 (avec la XK140), 1957 (avec la 300 SL), et 1958 (avec l'Ace), deux fois en C Production, puis une en E Production.

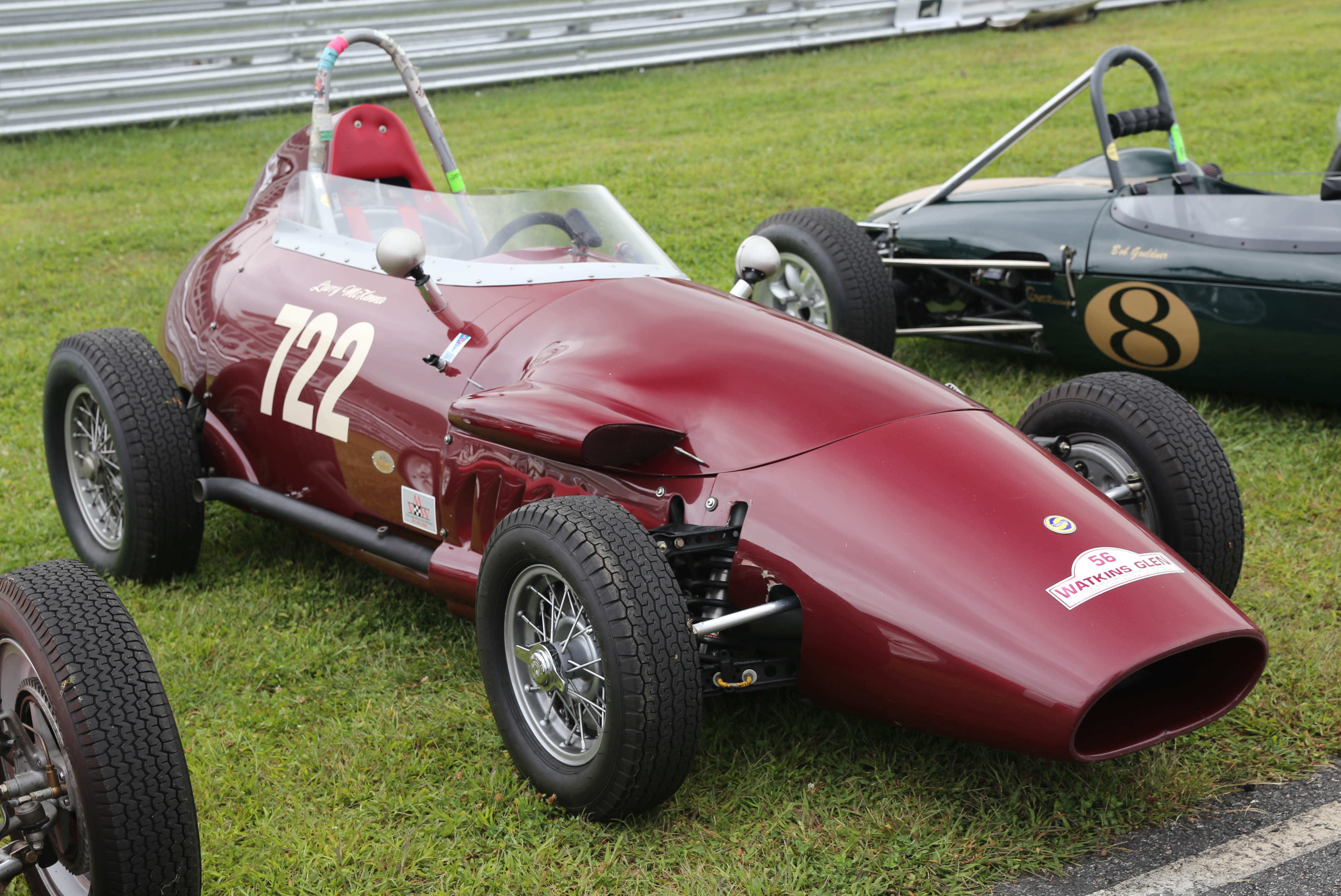
Une Stanguellini Junior.

En SCCA National, il a gagné les 1 Heure de Thompson en 1956, puis avec l'Ace à Bridgehampton en 1957 et deux fois à Lime Rock en 1958. En championnat Régional, il a aussi obtenu plusieurs succès au Thompson Raceway.
Il est essentiellement connu pour sa victoire dans la Coupe Vanderbilt en 1960 sur une Stanguellini Formule Junior au Theodore Roosevelt Raceway de Westbury (New York), seize ans après le décès de son fondateur William Kissam Vanderbilt II. Le trophée lui est alors remis par Cornelius Vanderbilt IV (écrivain journaliste, neveu de WKV II), la course étant organisée par le SCCA et connue sous le nom de Cornelius Vanderbilt Cup Race. Y participèrent entre autres Jim Rathmann, Rodger Ward, Pedro Rodriguez, son frère Ricardo, Lorenzo Bandini, Jim Hall, Carroll Shelby, et Walt Hansgen. Elle était réservée aux Formula Junior, catégorie de voitures de course alors tout nouvellement créée, et elle se déroula durant une heure devant 37 000 spectateurs, avec 50 boucles d'un circuit de 2,38 kilomètres, couvertes à près de 120 km/h de moyenne pour le vainqueur. 14 des 33 participants franchirent la ligne d'arrivée, dont Pedro Rodriguez sur Scorpion DKW.